# 波塔瓦托米公園 (印地安納州)
波塔瓦托米公園（英語：Potawatomi Park）是位於美國印地安納州科西阿斯科縣的一個非建制地區。該地的面積和人口皆未知。